# Женская сборная Германии по хоккею на траве
Женская сборная Германии по хоккею на траве — женская сборная по хоккею на траве, представляющая Германию на международной арене после 1991 года (в результате объединения страны; заменила в международных соревнованиях сборные ФРГ и ГДР). Управляющим органом сборной выступает национальная федерация хоккея «Deutscher Hockey Bund».
Регулярно принимает участие в различных международных соревнованиях, включая и летние Олимпийские игры (наивысшее достижение сборной на которых — золотая медаль в хоккейном турнире на Олимпийских играх 2004 в Афинах, Греция). Неоднократно побеждала и занимала призовые места на чемпионатах мира и Европы.
Сборная является одной из сильнейших в мире, занимает (по состоянию на 16 июня 2014) 6-е место в рейтинге Международной федерации хоккея на траве (FIH).

## Результаты выступлений

### Летние Олимпийские игры
- 1980 – не участвовали
- 1984 –
- 1988 – 5 место
- 1992 –
- 1996 – 6 место
- 2000 – 7 место
- 2004 –
- 2008 – 4 место
- 2012 – 7 место
- 2016 –

### Чемпионаты мира (World Cup)
- 1974 –
- 1976 –
- 1978 –
- 1981 –
- 1983 – 4 место
- 1986 –
- 1990 – 8 место
- 1994 – 4 место
- 1998 –
- 2002 – 8 место
- 2006 – 8 место
- 2010 – 4 место
- 2014 – 8 место
- 2018 – 5 место

### Мировая лига
- 2012/13 — 7-е место
- 2014/15 —
- 2016/17 — 6-е место

### Чемпионаты Европы (European Nations Cup)
- 1984 –
- 1987 – 4 место
- 1991 –
- 1995 –
- 1999 –
- 2003 –
- 2005 –
- 2007 –
- 2009 –
- 2011 –
- 2013 –
- 2015 –
- 2017 – 4 место
- 2019 –

### Трофей чемпионов (Champions Trophy)
- 1987 – не участвовали
- 1989 –
- 1991 – 4 место
- 1993 –
- 1995 – 4 место
- 1997 –
- 1999 –
- 2000 –
- 2001 – не участвовали
- 2002 – не участвовали
- 2003 – не участвовали
- 2004 –
- 2005 – 5 место
- 2006 –
- 2007 –
- 2008 –
- 2009 – 4 место
- 2010 – 4 место
- 2011 – 8 место
- 2012 – 4 место
- 2014 – 7 место

### Champions Challenge
- 2002 – не участвовали
- 2003 –
- 2005 – 6-е место

### Чемпионат мира по индорхоккею
- 2003 —
- 2007 —
- 2011 —
- 2015 —

## Текущий состав
Состав команды, объявленный перед турниром «Трофей чемпионов по хоккею на траве среди женщин 2014».
Главный тренер: Джэмилон Мюлдерс
| № | Игрок              | Поз. | Возраст |
| - | ------------------ | ---- | ------- |
|   | Ивонне Франк       |      | 34      |
|   | Кристина Рейнольдс |      | 30      |
|   | Лиза Альтенбург    |      | 25      |
|   | Ханна Габлац       |      | 19      |
|   | Нина Хасселманн    |      | 28      |
|   | Франциска Хауке    |      | 25      |
|   | Кристина Хиллманн  |      | 23      |
|   | Ханна Крюгер       |      | 26      |
|   | Нике Лоренц        |      | 17      |

| № | Игрок               | Поз. | Возраст |
| - | ------------------- | ---- | ------- |
|   | Мари Мёверс         |      | 23      |
|   | Юлия Мюллер (c)     |      | 28      |
|   | Янне Мюллер-Виеланд |      | 28      |
|   | Пиа-Софи Олдхафер   |      | 22      |
|   | Катарина Отте       |      | 27      |
|   | Анне Шрёдер         |      | 20      |
|   | Лиза-Мари Шютце     |      | 22      |
|   | Луиза Стейндор      |      | 25      |
|   | Леа Стёккел         |      | 20      |